# St.-Stanislaus-Kostka-Kirche (Pozezdrze)
Die St.-Stanislaus-Kostka-Kirche ist eine Backsteinkirche aus dem zu Ende gehenden 19. Jahrhundert, die bis 1945 evangelisches Gotteshaus für das Kirchspiel des damals Possessern (1938–1945 Großgarten) genannten ostpreußischen Dorfes war und heute katholische Pfarrkirche ist, in der auch evangelische Gottesdienste stattfinden.

## Geographische Lage
Das heutige Pozezdrze liegt im Nordosten der polnischen Woiwodschaft Ermland-Masuren an der Landesstraße DK 63, der einstigen deutschen Reichsstraße 136, zwölf Kilometer südöstlich der Stadt Węgorzewo (deutsch Angerburg). Die Kirche befindet sich im Westen des Dorfes links an der Straße (ul. 1 Maja) nach Sztynort (Steinort) im Abzweig der Straße (ul. Polna) nach Pieczarki (Pietzarken, 1938–1945 Bergensee).

## Kirchengebäude
Mit dem Bau einer Backsteinkirche erhielt das damalige Possessern im Jahr 1892 den Status eines Kirchdorfes. Das Innere des Gotteshauses war mit einem Tonnengewölbe überzogen.
Bereits im Jahr 1840 hatte man begonnen, für den Bau einer Kirche Geld zu sammeln, der allerdings erst 50 Jahre später verwirklicht werden konnte. Die Gräfin Lehndorff-Steinort stiftete anlässlich der Einweihung im Jahr 1892 eine kunstvolle Ausgabe der Heiligen Schrift.
Im Ersten Weltkrieg wurde die Kirche durch Kampfhandlungen stark in Mitleidenschaft gezogen. Im September 1914 richteten Russen auf dem Kirchturm eine Telegrafenstation und einen Beobachtungsstand ein, der von den deutschen Kanonieren dann zusammengeschossen wurde. Dabei stürzte das Kirchendach ein, und das nebenstehende Pfarrhaus wurde ein Trümmerhaufen. Weitere Zerstörungen wurden der Kirche noch im Februar 1915 zugefügt.
Bis 1923 konnte man das Gotteshaus wieder aufbauen. Den Zweiten Weltkrieg überstand es ohne wesentliche Beschädigungen. Seit 1946 gehört es der Römisch-katholischen Kirche in Polen, die der Kirche das Patrozinium des hl. Stanislaus Kostka verlieh. Die Kirche steht in ökumenischem Einvernehmen auch der Evangelisch-Augsburgischen Kirche in Polen für ihre Gottesdienste zur Verfügung.

## Kirchengemeinde

### Geschichtliches
Eine Kirchengemeinde wurde in Possessern im Jahr 1887 gegründet –  für die seinerzeit überwiegend evangelische Bevölkerung. Das war der erste Schritt auf dem Wege Possesserns zu einem Kirchdorf. Als zweiter folgte die Errichtung einer Pfarrstelle, die ab 1891 kontinuierlich bis 1945 besetzt war.
Mit dem Kirchbau endete für die Gemeindeglieder in der Region Possesserns der weite Weg zu den Gottesdiensten in der Kirche Kruglanken (polnisch Kruklanki). Durch Umpfarrungen aus den Kirchspielen Angerburg und Kruglanken entstand das neue Kirchspiel Possessern (1938–1945 Großgarten), das im Jahr 1925 mehr als 2900 Gemeindeglieder zählte. Es war patronatslos und gehörte bis 1945 zum Kirchenkreis Angerburg in der Kirchenprovinz Ostpreußen der Evangelischen Kirche der Altpreußischen Union.
Aufgrund von Flucht und Vertreibung der einheimischen Bevölkerung kam das kirchliche Leben in dem nun Pozezdrze genannten Dorf samt Umgebung zum Erliegen. Die Neuansiedlung polnischer Umsiedler größtenteils katholischer Konfession ließ neues kirchliches Leben entstehen. Mussten vor 1945 die (wenigen) katholischen Kirchenglieder noch weite Wege zur Pfarrkirche in Angerburg zurücklegen, so konnten sie jetzt zahlenmäßig erstarkt das örtliche Gotteshaus übernehmen. Vor 1945 dem Dekanat Masuren II (Sitz: Johannisburg, polnisch Pisz) im Bistum Ermland zugehörig, sind sie jetzt in das Dekanat Węgorzewo im Bistum Ełk der Römisch-katholischen Kirche in Polen eingegliedert. Das dem  Stanislaus Kostka geweihte Gotteshaus steht den zahlenmäßig wenigen evangelischen Kirchengliedern, die von der Pfarrei Giżycko (Lötzen) in der  Diözese Masuren der Evangelisch-Augsburgischen Kirche in Polen betreut werden, für ihre Gottesdienste offen. 

### Kirchspiel (bis 1945)
Zum Kirchspiel Possessern resp. Großgarten gehörten bis 1945 folgende Ortschaften:
| Name         | Änderungsname 1938 bis 1945 | Polnischer Name |  | Name                 | Änderungsname 1938 bis 1945 | Polnischer Name |
| ------------ | --------------------------- | --------------- |  | -------------------- | --------------------------- | --------------- |
| *Haarszen    | Haarschen                   | Harsz           |  | *Possessern          | Großgarten                  | Pozedzre        |
| Kehlerwiese  |                             | Kalskie Łąki    |  | Roggen               |                             | Róg             |
| Neu Haarszen | Neu Haarschen               | Nowy Harsz      |  | Seehof (b. Steinort) |                             |                 |
| Numeiten     |                             | Okowizna        |  | Sdorkowen            | Dorkau                      | Zdorkowo        |
| *Pietzarken  | (ab 1931) Bergensee         | Pieczarki       |  | Sklodowen            | Kloden                      | Skłodowo        |

### Pfarrer (bis 1945)
Als evangelische Geistliche waren an der Kirche Possessern (Großgarten) von 1891 bis 1945 tätig:
| - Karl Paul Ernst Gettwart, 1891–1896 - Johann Friedrich Haugwitz, 1897–1931 - Arnold Kreckow, 1932–1935 - Bruno Altenburg, 1936–1945 |

## Verweise